# Aslak Fonn Witry
Aslak Fonn Witry, né le 10 mars 1996 à Trondheim en Norvège, est un footballeur norvégien qui évolue au poste d'arrière droit au Ludogorets Razgrad.

## Biographie

### Débuts en Norvège
Natif de Trondheim en Norvège, Aslak Fonn Witry est formé par le Rosenborg BK. Il joue son premier match en professionnel le 24 avril 2014 face à l'Orkla FK, lors d'une rencontre de coupe de Norvège. Il est titularisé à son poste de prédilection lors de cette rencontre remportée sur le score de trois buts à zéro par son équipe. Il s'agit de sa seule apparition avec l'équipe première de Rosenborg.
En mars 2015 il rejoint le Ranheim Fotball en deuxième division norvégienne. Après s'être imposé en équipe première il participe à la montée du club dans l'Eliteserien, faisant ses débuts dans l'élite du football norvégien lors de la première journée de la saison 2018 face au Stabæk Fotball, le 2 avril 2018. Le Ranheim Fotball s'impose ce jour-là sur le score de quatre buts à un.

### Djurgårdens IF
Le 20 décembre 2018 Aslak Fonn Witry s'engage en faveur du club suédois de Djurgårdens IF,. Il joue son premier match sous ses nouvelles couleurs le 1er avril 2019 face au GIF Sundsvall lors d'une rencontre d'Allsvenskan. Il est titulaire ce jour-là et les deux équipes se neutralisent (2-2). Il se fait remarquer lors de sa deuxième apparition sous le maillot de Djurgårdens, le 8 avril suivant face à l'Örebro Sportklubb, en inscrivant ses deux premiers buts pour le club, contribuant ainsi à la victoire des siens (0-3).
Il joue son premier match de Ligue des champions le 19 août 2020, lors d'une rencontre qualificative perdue face au Ferencváros TC (2-0). Il manque la fin de saison 2020 après avoir subi une intervention chirurgicale pour une crise d'appendicite.

### AZ Alkmaar
Le 9 août 2021, Aslak Fonn Witry s'engage en faveur de l'AZ Alkmaar, signant un contrat courant jusqu'en juin 2026. Il est recruté afin de compenser le départ de Jonas Svensson, et retrouve à l'AZ plusieurs autres joueurs norvégiens avec Fredrik Midtsjø et Håkon Evjen. Il joue son premier match d'Eredivisie le 29 août 2021 contre le SC Heerenveen. Il se fait remarquer ce jour-là en inscrivant également son premier but pour l'AZ, participant ainsi à la victoire de son équipe par trois buts à un.

### Ludogorets Razgrad
Le 30 août 2022, Aslak Fonn Witry rejoint la Bulgarie afin de s'engager en faveur du Ludogorets Razgrad. Il signe un contrat courant jusqu'en juin 2025.
Lors de cette saison 2022-2023, Witry aide son équipe à remporter son douzième titre de champion de Bulgarie consécutif.
Witry marque son premier but pour le club le 22 juillet 2023, lors d'une rencontre de championnat face au Etar Veliko Tarnovo. Titularisé, il ouvre le score d'une frappe lointaine, et participe à la victoire de son équipe par cinq buts à zéro.

## Palmarès
Djurgårdens IF
- Championnat de Suède (1) :
  - Champion : 2019.

 Ludogorets Razgrad
- Championnat de Bulgarie (1) :
  - Champion : 2022-23.
- Coupe de Bulgarie (1) :
  - Vainqueur : 2022-2023.